# NGC 5432
NGC 5432 – gwiazda optycznie potrójna (niektóre źródła podają, że podwójna, trzeci składnik można rozdzielić dopiero za pomocą dużych teleskopów) znajdująca się w gwiazdozbiorze Panny. Skatalogował ją Wilhelm Tempel w 1882 roku, błędnie uznając ją za obiekt typu „mgławicowego”.